# Laura Worsøe
Laura Frederikke Worsøe Nielsen (Odense, 28 ottobre 2001) è una calciatrice danese, portiere dell'Odense Q e della nazionale danese.

## Carriera

### Club
Worsøe si lega fin da giovanissima all'Odense Q, club della sua città natale, iniziando a giocare nelle sue formazioni giovanili fino ad essere aggregata, dalla stagione 2018-2019, alla prima squadra e, a causa dell'indisponibilità per infortunio del portiere titolare Sarah Jacobsen, debuttando in Elitedivisionen alla 4ª giornata di campionato, nella sconfitta interna per 3-0 con il Fortuna Hjørring. In seguito condivide le sorti della sua squadra che, dopo la retrocessione in 1. division al termine del campionato 2019-2020, non riesce a tornare al livello di vertice del campionato danese.

### Nazionale
Worsøe inizia ad essere convocata dalla Federcalcio danese (DBU) dal 2016, vestendo inizialmente le maglie delle nazionali giovanili dalla formazione Under-16, per passare l'anno seguente in Under-17 e infine, dal 2018, alla Under-19 con la quale ha disputato, all'età di 16 anni, l'Europeo di Svizzera 2018.
Nel maggio 2022 è stata selezionata per la prima volta per la nazionale maggiore, chiamata dal commissario tecnico Lars Søndergaard, per debuttare poi il 12 giugno, in occasione dell'amichevole pre-europei vinta per 2-1 con l'Austria a Wiener Neustadt. In quell'occasione è entrata all'inizio del secondo tempo rilevando Katrine Svane e mantenendo inviolata la propria rete fino al termine dell'incontro.
In seguito Søndergaard decide di concederle ulteriore fiducia, inserendola nella lista delle 23 giocatrici che disputeranno la fase finale dell'Europeo di Inghilterra 2022.